# Scotogramma submarginalis
Scotogramma submarginalis là một loài bướm đêm trong họ Noctuidae.